# Parkfriedhof (Frankenthal)
Der Parkfriedhof ist der Hauptfriedhof in Frankenthal (Pfalz), einer kreisfreien Stadt in Rheinland-Pfalz. Er ist als Denkmalzone Hauptfriedhof im Nachrichtlichen Verzeichnis der Kulturdenkmäler Kreisfreie Stadt Frankenthal gelistet. Am Südrand liegt der Alte jüdische Friedhof.

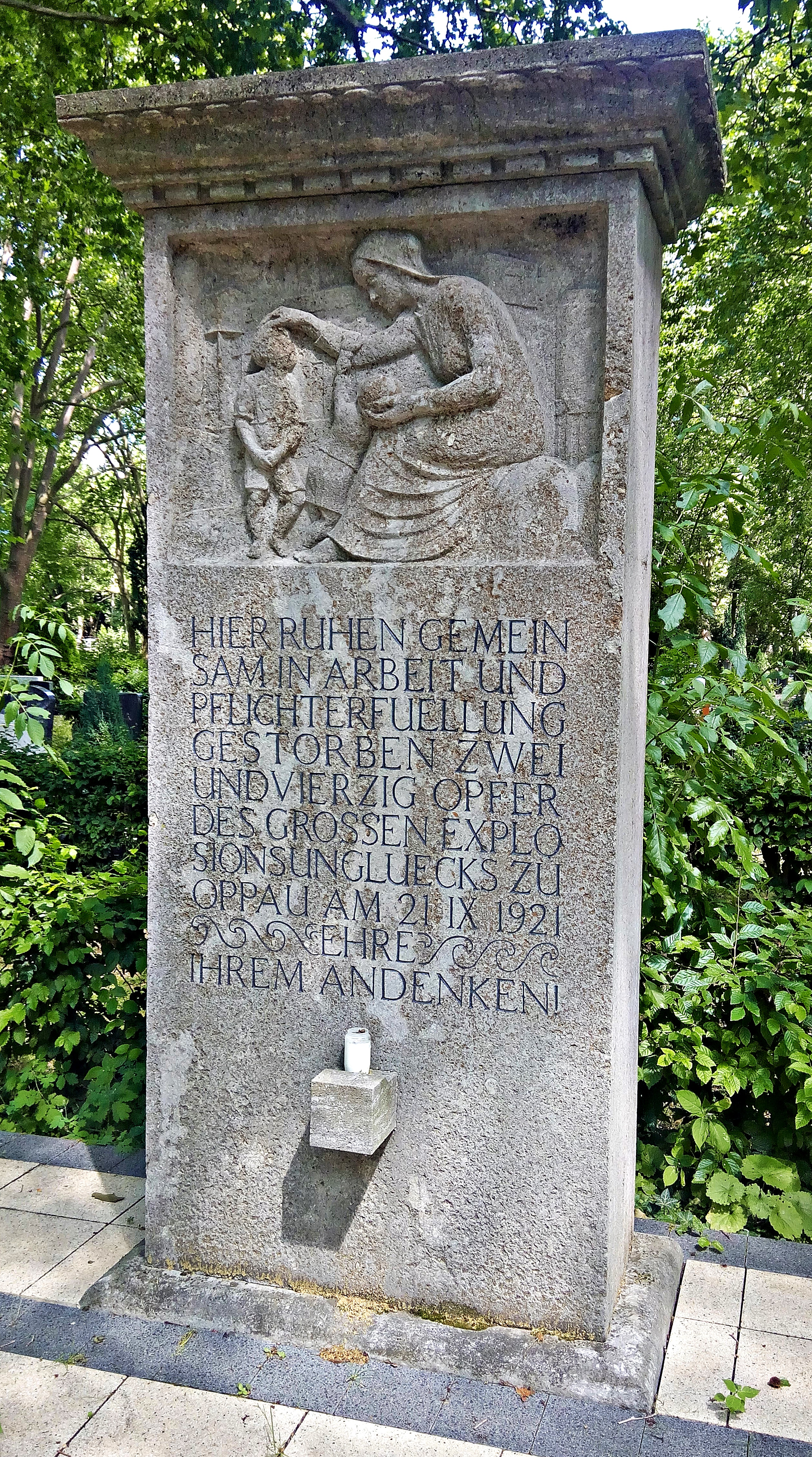
Sammelgrab Explosionsopfer

## Geschichte
Der Hauptfriedhof an der Mörscher Straße und Wormser Straße wurde 1820/21 angelegt und 1849, 1860/61, 1884 und in den 1920er Jahren erweitert. Planmäßige Anpflanzungen erfolgten gegen Ende des 19. Jahrhunderts. Erwähnenswert sind u. a.
- Alte Friedhofskapelle; neuromanischer Bruchsteinbau, 1895/96, Architekt Stadtbaumeister Dilg
- an der Südostecke: Friedhofstor, Sandsteinpfeiler mit Kugelaufsatz
- Veteranendenkmal, klassizistischer Pfeiler mit Helmaufsatz, 1839/40, Peter Menges, Kaiserslautern
- Ehrenmal für die Frankenthaler Opfer der Explosion des Oppauer Stickstoffwerkes 1921, reliefierter Pfeiler
- zwei wohl romanische Sarkophage, um 1000
- barocke Grabsteine um die Friedhofskapelle
- einige bemerkenswerte Grabsteine der 1880er Jahre
- Grabmal Elisabeth Keistler († 1905), Galvanoplastik eines Engels